# Cal Garet
Cal Garet és una obra del municipi de Collsuspina (Moianès) inclosa en l'Inventari del Patrimoni Arquitectònic de Catalunya.

## Descripció
Gran casal que presenta diferents edificacions. L'edifici principal és cobert amb teulada a dues vessants amb un cos formant galeria adossat a la seva part esquerra. Cal destacar un portal semicircular així com les cantoneres. A la part posterior de la masia i en l'angle superior que formen les façanes hi ha dos torretes de defensa. A l'interior de la casa hi ha un menjador d'estil neoclàssic amb oratori dedicat a Santa Joaquima i un seguit de béns mobles que el fan un veritable museu.
Torre: Situada a la part posterior de la masia a l'angle superior on es tallen la façana superior i la lateral. Té forma circular i la base presenta tres parts diferenciades. Està coberta amb una petita teulada circular i presenta algunes espieres. La seva situació, on s'inicia el desnivell del turó, li dona una àmplia panoràmica.
Annex: A la dreta de l'edifici principal del Garet hi ha dos edificis amb diferent orientació, superposats. Tots dos estan coberts a una sola vessant i presenten cantoneres, finestres i portals d'arc rebaixat de pedra treballada. S'hi accedeix per unes escales fetes de pedra que a la part superior formen una volta i una petita lliça per on s'accedeix al corral.